# Pacificoaffären
Pacificoaffären var en konflikt mellan Storbritannien och Grekland januari-juni 1850, framkallad genom att brittiska regeringen understödde anspråk mot den grekiska staten från en portugisisk-judisk affärsman, Don David Pacifico, född på Gibraltar och därför brittisk undersåte. Som köpman i Aten hade han 1847 drabbats av vissa förluster i samband med en pogrom. Genom maktspråk framtvingade Storbritannien eftergift av Grekland till förmån för Pacificos anspråk. Den brittiske utrikesministern Lord Palmerston höll i underhuset i samband med detta ett känt programtal, "Pacificotalet".